# Fireman
Fireman is een nummer van de Amerikaanse rapper Lil Wayne. Het nummer werd uitgebracht op 24 oktober 2005 door het platenlabel Cash Money en behaalde de 32e positie in de Billboard Hot 100.